# 20 de fevereiro nos Jogos Olímpicos de Inverno de 2010
O dia 20 de fevereiro foi o nono dia de competições dos Jogos Olímpicos de Inverno de 2010. Neste dia foram disputadas competições de nove esportes e seis finais. Neste dia, iniciaram-se as competições do bobsleigh.

## Esportes
| - Bobsleigh - Curling - Esqui alpino - Esqui estilo livre - Esqui cross-country | - Hóquei no gelo - Patinação de velocidade - Patinação de velocidade em pista curta - Salto de esqui |

## Resultados

### Bobsleigh
O primeiro dia da competição de Duplas masculinas é marcado por quatro acidentes, incluindo um com a principal equipe do Canadá. Duas equipes alemãs ficaram com os melhores tempo e terminaram o dia na frente.

### Curling
Em sete ends, a Rússia derrota a atual campeã Suécia no torneio feminino. No masculino, após quatro vitórias em torneios anteriores, a Grã-Bretanha perde para o Canadá, que permanece invicto nos Jogos de Vancouver.

### Esqui alpino
Na prova Super-G feminino, a austríaca Andrea Fischbacher conquista o ouro com tempo de 1:20.14. Completam o pódio a eslovena Tina Maze e a americana Lindsey Vonn. Quinze atletas cometem erros e não completam a prova.

### Esqui cross-country
Na perseguição combinada masculina, em que os atletas percorrem 15km no estilo clássico e mais 15km no estilo livre, o sprint final definiu a vitória em favor do sueco Marcus Hellner. Seu compatriota Johan Olsson, que liderou boa parte da prova, terminou com o bronze. A prata ficou com o alemão Tobias Angerer.

### Esqui estilo livre
Na fase de classificação do Aerials feminino, bielorrussas, chinesas, americanas e australianas ficam com todas as vagas na final.

### Hóquei no gelo
Abrindo a última rodada do torneio masculino, Suíça, Eslováquia e Bielorrússia derrotam respectivamente Noruega, Letônia e Alemanha.
No feminino, começam as decisões do 5º ao 8º lugares. A Suíça, que venceu a China por 6 a 0, decidirá o quinto lugar contra a Rússia, que derrotou a Eslováquia por 4 a 2.

### Patinação de velocidade
Na prova dos 1500 m masculino, o neerlandês Mark Tuitert supera o favorito Shani Davis, dos Estados Unidos, e conquista o ouro. Håvard Bøkko, da Noruega, ficou com o bronze.

### Patinação de velocidade em pista curta
Das seis medalhas em disputa, a Coreia do Sul conquista quatro. Nos 1000 m masculino, o americano Apolo Anton Ohno fica apenas com o bronze, em prova vencida pelos sul-coreanos Lee Jung-Su e Lee Ho-Suk. Nos 1500 m feminino, a chinesa Zhou Yang fica com o ouro, à frente das sul-coreanas Lee Eun-Byul e Park Seung-Hi.

### Salto de esqui
O suíço Simon Ammann conquista sua segunda medalha de ouro nos Jogos de Vancouver, desta vez na Pista longa individual. Foi seu quarto em Jogos Olímpicos de Inverno. O polonês Adam Malysz e o austríaco Gregor Schlierenzauer completaram o pódio.

## Campeões do dia
Esses foram os "campeões" (medalhistas de ouro) do dia:
| Medalhas de Ouro                       | Medalhas de Ouro                | Medalhas de Ouro   | Medalhas de Ouro  | Medalhas de Ouro |
| Modalidades                            | Categoria                       | Atleta (s)         | País              | Ref.             |
| -------------------------------------- | ------------------------------- | ------------------ | ----------------- | ---------------- |
| Esqui alpino                           | Super-G feminino                | Andrea Fischbacher | AUT Áustria       | [ 4 ]            |
| Esqui cross-country                    | Perseguição combinada masculino | Marcus Hellner     | SWE Suécia        | [ 5 ]            |
| Patinação de velocidade                | 1500 m masculino                | Mark Tuitert       | NED Países Baixos | [ 12 ]           |
| Patinação de velocidade em pista curta | 1000 m masculino                | Lee Jung-Su        | KOR Coreia do Sul | [ 13 ]           |
| Patinação de velocidade em pista curta | 1500 m feminino                 | Zhou Yang          | CHN China         | [ 14 ]           |
| Salto de esqui                         | Pista longa individual          | Simon Ammann       | SUI Suíça         | [ 15 ]           |

## Líderes do quadro de medalhas ao final do dia 20
País sede destacado. Ver quadro completo.
| Ordem | País               | Medalha de ouro | Medalha de prata | Medalha de bronze |    |
| ----- | ------------------ | --------------- | ---------------- | ----------------- | -- |
| 1     | USA Estados Unidos | 6               | 7                | 10                | 23 |
| 2     | NOR Noruega        | 5               | 3                | 3                 | 11 |
| 3     | GER Alemanha       | 4               | 6                | 4                 | 14 |
| 4     | KOR Coreia do Sul  | 4               | 4                | 1                 | 9  |
| 5     | CAN Canadá         | 4               | 3                | 1                 | 8  |